# Delphine Wespiser

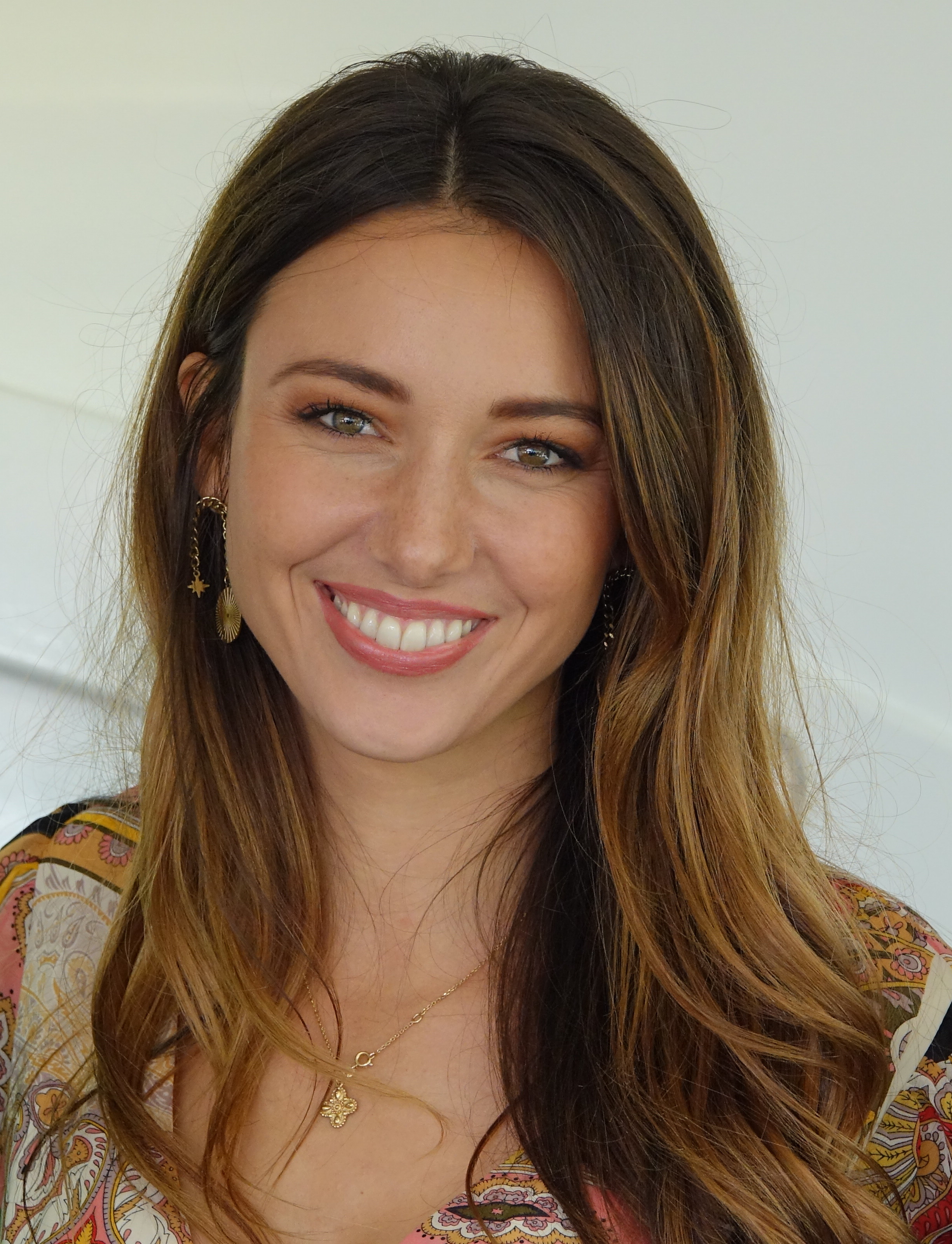
Delphine Wespiser (2021)

Delphine Wespiser (* 3. Januar 1992 in Mülhausen, Elsass) ist ein französisches Model sowie Radio- und Fernsehmoderatorin. Sie war Miss France 2012.

## Leben
Wespiser wuchs im elsässischen Magstatt-le-Bas im Arrondissement Mulhouse auf. Nach dem Abitur am Lycée Don Bosco in Landser studierte sie International Business Management am Institut universitaire de technologie (IUT) in Colmar.
Sie wurde zunächst als Miss Haut-Rhin 2011 ausgezeichnet und noch im selben Jahr zur Miss Alsace 2011 und schließlich zur Miss France 2012 gewählt. Anschließend nahm sie an der Wahl zur Miss World 2012 teil.
Sie moderiert u. a. die Fernsehsendung Votre Alsace des Senders Alsace20. 2014 wurde sie in den Gemeinderat ihres Heimatortes Magstatt-le-Bas gewählt.
Wespiser spricht Französisch, Deutsch, Englisch und Elsässisch. Sie setzt sich für den Erhalt der elsässischen Mundart ein. In Zusammenarbeit mit dem Schriftsteller und pensionierten Lehrer Yves Bisch gibt sie elsässischen Unterricht an Schulen und brachte mit Bisch eine CD mit einem elsässischen Grundwortschatz heraus. Außerdem ist sie im Tierschutz aktiv.